# Laporte (Colorado)
Laporte és una concentració de població designada pel cens dels Estats Units a l'estat de Colorado. Segons el cens del 2000 tenia 2.691 habitants.

## Demografia
Segons el cens del 2000, Laporte tenia 2.691 habitants, 1.074 habitatges, i 718 famílies. La densitat de població era de 170 habitants per km².
Dels 1.074 habitatges en un 33,4% hi vivien nens de menys de 18 anys, en un 51,6% hi vivien parelles casades, en un 10,1% dones solteres, i en un 33,1% no eren unitats familiars. En el 24,7% dels habitatges hi vivien persones soles el 5,8% de les quals corresponia a persones de 65 anys o més que vivien soles. El nombre mitjà de persones vivint en cada habitatge era de 2,51 i el nombre mitjà de persones que vivien en cada família era de 3,01.
Per edats la població es repartia de la següent manera: un 25,8% tenia menys de 18 anys, un 8,5% entre 18 i 24, un 32% entre 25 i 44, un 25,4% de 45 a 60 i un 8,4% 65 anys o més.
L'edat mediana era de 37 anys. Per cada 100 dones de 18 o més anys hi havia 100,6 homes.
La renda mediana per habitatge era de 46.630 $ i la renda mediana per família de 52.500 $. Els homes tenien una renda mediana de 30.602 $ mentre que les dones 25.571 $. La renda per capita de la població era de 19.870 $. Entorn del 4,9% de les famílies i el 5,6% de la població estaven per davall del llindar de pobresa.

## Poblacions més properes
El següent diagrama mostra les poblacions més properes.